# Alexander Göttmann

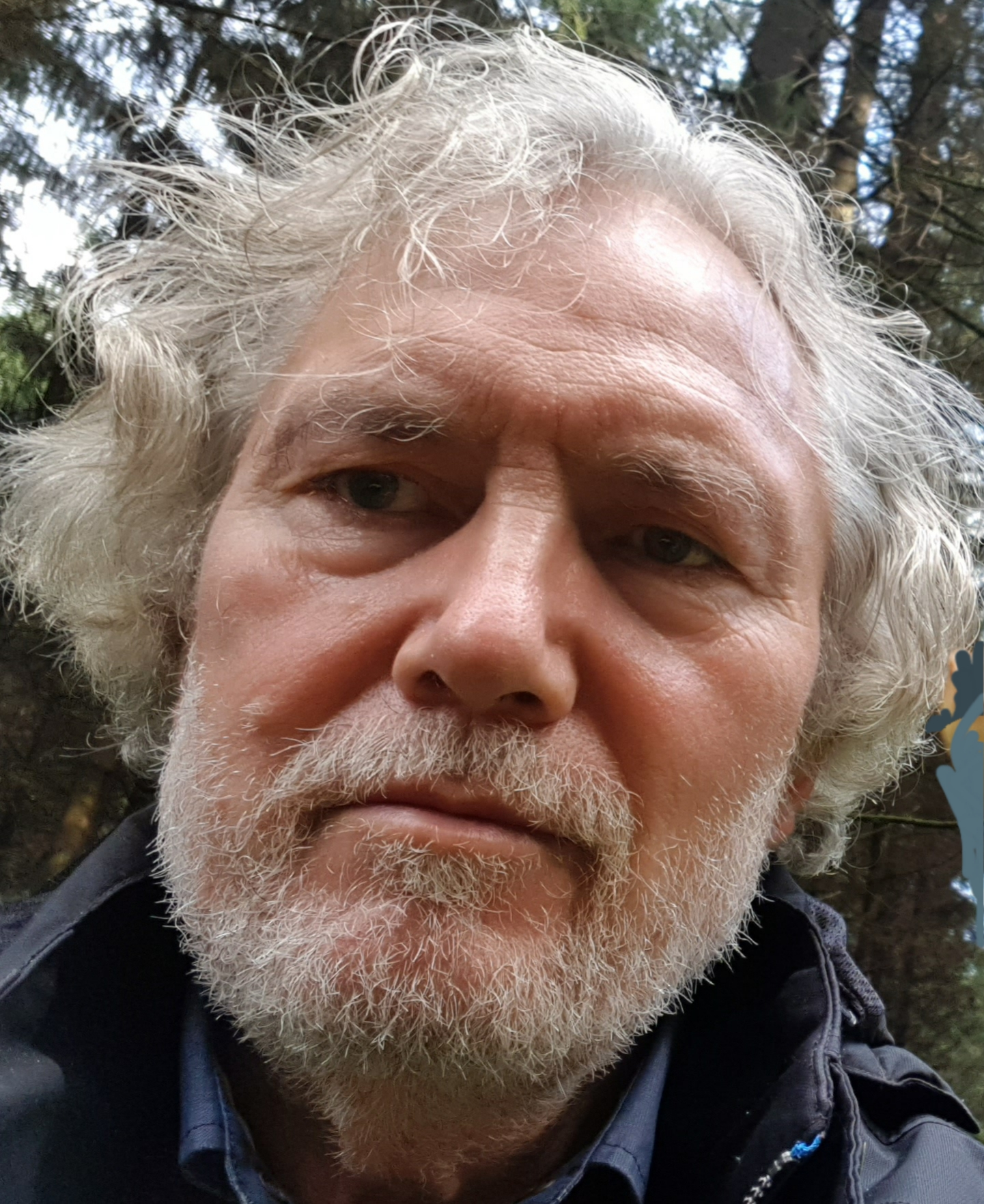
Alexander Göttmann, 2020

Alexander Göttmann (russisch: Гетман) (* 10. Juni 1957 in Korjakowka, Kasachstan) ist ein deutscher Künstler, Maler und Bildhauer für Metallskulpturen.

## Leben
Göttmann wurde 1957 als Sohn deutschstämmiger Eltern in Korjakowka, in der  Sowjetunion geboren. Nach Abschluss der 10. Klasse erlernte er 1974 bis 1978 den Beruf des Elektromonteurs und Formgestalters in Pawlodar, Kasachstan. Es folgten zwei Jahre Militärdienst in der sowjetischen Armee, in der er aufgrund seiner künstlerischen Veranlagung entsprechende Aufgabenstellungen übertragen bekam. Nach dem Militärdienst arbeitete er zunächst in einer Werbeagentur und einem Kraftwerk als Gestalter.
Ab 1981 absolvierte Göttmann das Studium der Malerei sowie Bildhauerei und Design an der damaligen Städtischen Theater- und Kunsthochschule in Almaty, heute Kasachische Nationale Kunstakademie, benannt nach Temirbek Schurgenow (KAZNAI). Er schloss sein Studium 1986 mit dem Diplom als Designer und Kunstmaler ab.
Im Jahr 1994 erfolgte die Umsiedlung nach Deutschland. Göttmann lebt und arbeitet seitdem in Eschweiler. Der Künstler hat im In- und Ausland an  Ausstellungen teilgenommen. Seine Bilder und Skulpturen wurden u. a. in seiner Heimat Kasachstan, in Belgien, den Niederlanden und Italien ausgestellt, wo er im Jahr 1999 im Rahmen der 4. Biennale D’Arte Venedig in einer Galerie ausgestellt hat. Im Jahr 1997 gründete Göttmann die Kunstwerkstatt Eschweiler, deren künstlerische Leitung er übernahm und dort auch seine Lehrtätigkeit ausübte.
Auf Anregung von Göttmann entstand ab dem Jahr 2006 eine Kooperation zwischen dem Fachbereich Design der FH Aachen unter Leitung des Dekans Helmut J. Jakobs und der Kasachischen Nationalen Akademie der Künste. Göttmann unterstützte in der Folgezeit bis 2017 aufgrund seiner fachlichen, künstlerischen Kompetenz sowie insbesondere mit seinen Sprachkenntnissen die Zusammenarbeit beider Hochschulen.
Seit 2016 ist Göttmann Repräsentant der Kasachischen Nationalen Akademie der Künste in Deutschland, die ihm zudem im Jahr 2018 den Titel eines Ehrenprofessors verlieh.

## Werk

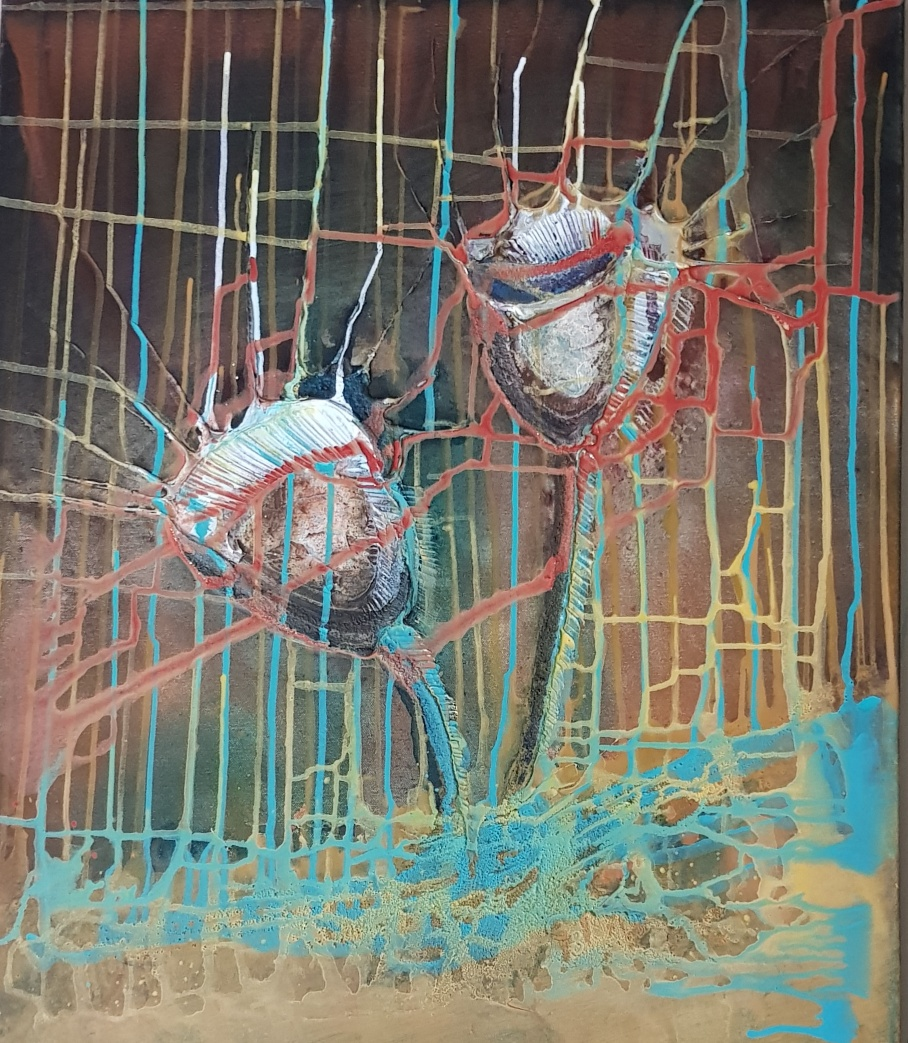
Alexander Göttmann, Vernetzte, Acryl, Leinwand, 80 × 80 cm, 2020

Göttmann arbeitete nach seinem Studium der Bildhauerei, Malerei und Design bis 1987 ausschließlich als Kunstmaler. Einer bestimmten Schule und besonderen Kunstrichtung ist Göttmanns Malerei nicht zuzuordnen. Vielmehr versucht er neue Wege zu gehen und verband Elemente der informellen Malerei mit figurativen Zeichnungen. Dabei bestimmen als Leitmotiv Vögel seine Bilder, die seit seiner Jugend sein Leben prägten, als er als jüngstes Kind von vier Kindern die Gänse der Familie hüten musste. Nach seiner Umsiedlung nach Deutschland setzte er seine Beobachtung von Vögeln auf der Insel Föhr fort, als er dort besondere Skizzen der Möwen anfertigte. Schwerpunkte seiner Beobachtungen waren das Verhalten der Vögel, um aus ihren Bewegungen ihre Emotionen wie Aggression, Wut und Freude ableiten zu können. Seine figurativen Skizzen und Zeichnungen verfügen stets über Flügel, ohne dass unterschieden werden kann, ob es sich dabei um Engel, Götter oder sonstige Phantasiewesen handelt. Hauptsächlich verwendet Göttmann für die Gestaltung seiner Bildmotive eine Melange aus Ölfarben und Sand.

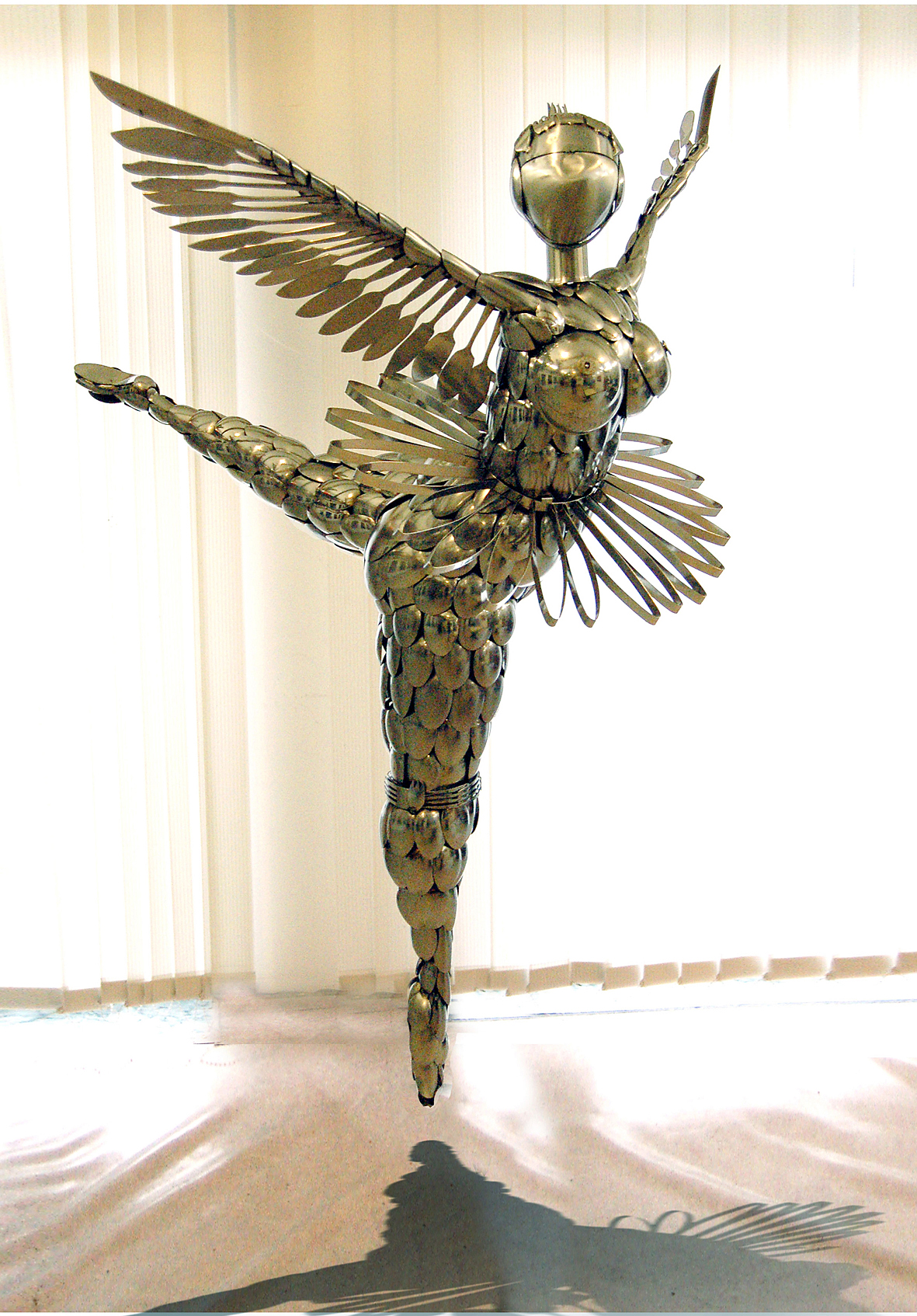
Alexander Göttmann, Tagträumerin, Edelstahl, 190 cm, 2017

Die Bildhauerei entdeckte Göttmann für sich 2006, als ihn der Bildhauer Lothar Scheffler bat, Skizzen zu Göttmanns Möwen als Vorlage für eigene Statuen nutzen zu dürfen. Göttmanns Skulpturen bestehen in erster Linie aus verschiedenen Techniken. Zum einen arbeitet er mit Draht, zum anderen verwendet er den Ton für die Modellierung. Zunächst baut er mit Draht Gerüste für Tonfiguren, bis er erkennt, dass diese Drahtgerüste eine derart starke Ausdruckskraft aufweisen, dass der Ton nicht mehr nötig war.
Mit der Zeit entdeckte Göttmann das Besteck als Stilmittel, das man jedoch erst auf dem zweiten Blick an den Skulpturen erkennt. Aus Messern, Gabeln und Löffeln schafft er Skulpturen, wie Fische, Frösche, Meerjungfrauen und mystische Figuren. Diese Formen entstammen oftmals langwierigen Bildfindungen im Medium der Zeichnung und der Malerei. Auf die Idee mit der Besteckkunst ist Göttmann durch die Begegnung mit dem Fußballer Toni Schuhmacher gekommen, der sich von Göttmann eine Skulptur ähnlich einem Fisch wünschte. Bei der Überlegung, woraus die Schuppen des Fisches sein könnten, kam Göttmann die Idee, Besteckteile zu verwenden. Bei seinen Skulpturen unterscheidet er zwischen männlichen Wesen, sogenannten „Vogelmenschen“, und weiblichen Wesen, den „beflügelten Wesen“.

## Ausstellungen

### Einzelausstellungen
- 1996: Gerhart-Hauptmann-Haus, Düsseldorf
- 1997: Galerie Lübke, Wyk/Föhr
- 1998: Galerie „Galleria“, Roetgen
- 1999: Osta Galerie, Jülich 1999,
- 1999: Galerie „Studio D’Arte Due“ Venedig, Italien
- 2003: Galerie Exelmans, Neeroeteren Maaseik. Belgien,
- 2004: Kornelius-Galerie, Aachen
- 2006: Galerie AZUR, Spa, Belgien
- 2008: Kulturzentrum Talbahnhof, Eschweiler
- 2011: Galerie ‚Hoeve Den Erver‘, Beek, Niederland
- 2014: Galerie „il quadro“, Aachen
- 2015: Europäischer Kunsthof, Stolberg[5]

### Gruppenausstellungen
- 1996: Frankfurter Paulskirche, Frankfurt am Main
- 1998: Städt. Galerie Aukloster, Monschau
- 1998: Städt. Galerie „Burg Stolberg“
- 1999: 4. Biennale D’Arte, Venedig, Italien
- 1999: Kunstmesse in Padua, Italien (Katalog)
- 2005: Galerie Het Zwanepand, Antwerpen, Belgien[6]
- 2007: Landtag Nordrhein-Westfalen, Düsseldorf
- 2008: Gerhart-Hauptmann-Haus, Düsseldorf
- 2009: KUNSTTOUR, Maastricht, Niederlande
- 2009: Galerie ‚Hoeve Den Erver‘, Beek, Niederland
- 2010: DREI MAL DREI, St. Jöris, Eschweiler
- 2011: KUNST auf dem Hammerberg, Stolberg
- 2012: Art-Open, Eschweiler
- 2013: Kunsthaus „Rhenania“ Atelier Anton Fuchs, Köln
- 2014: „3 Positionen“, Fondation Hodiamont in Baelen, Belgien[7]
- 2016: Raiffeisenbank Eschweiler, Gemeinschaftsausstellung mit Gerda Zuleger-Mertens[8]
- 2017: Galerie Kunstwerkstatt Eschweiler, „Kunst Vier Falt“[9]